# Arc (браузер)
Arc — бесплатный браузер, разработанный компанией The Browser Company, стартапом, основанным Джошем Миллером (англ. Josh Miller) и Хёршем Агравалом (англ. Hursh Agrawal). Он был выпущен 19 апреля 2022 года после прохождения закрытого бета-тестирования. Arc доступен для использования в macOS, iOS, Android и Microsoft Windows.
Arc стремится выступать в качестве операционной системы для Интернета и пытается интегрировать просмотр веб-страниц со встроенными приложениями и функциями. К ним относятся «мольберт» (англ. easel) в стиле альбома для вырезок и «улучшатели» (англ. boosts) — функция, которая позволяет пользователям косметически изменить дизайн веб-сайта аналогично расширениям браузера. В отличие от многих других браузеров, в Arc используются вертикальные вкладки, которые расположены на боковой панели. На боковой панели находятся все функции браузера, кроме окна просмотра. Arc основан на Chromium и написан на Swift. Он поддерживает браузерные расширения Chrome, и по умолчанию использует поиск Google. Arc освещался в нескольких СМИ, ориентированных на технологии, среди которых The Verge, Ars Technica, How-To Geek и Engadget. Критики дали Arc в целом положительные оценки, отметив потенциал новых идей и возможностей, которые предоставляет браузер. Тем не менее большинство обозревателей добавили, что браузер всё ещё нуждается в доработке.

## Создание и выпуск
Arc был разработан The Browser Company, стартапом из Нью-Йорка, основанным Джошем Миллером и Хершем Агравалом в 2019 году. В The Browser Company работают сотрудники, которые раньше работали в других технологических компаниях, среди которых есть Instagram, Tesla, Medium и Google.
Браузер был выпущен 19 апреля 2022 года посредством объявления через Twitter. Ранее он прошёл бета-тестирование, в котором приняли участие около 100 тестировщиков, подписавших соглашение о неразглашении. Пользователи могут использовать браузер только после регистрации учётной записи Arc, которая привязывается к адресу электронной почты.

## Дизайн
Arc спроектирован как «операционная система для Интернета» и интегрирует стандартный просмотр веб-страниц с собственными приложениями Arc при помощи боковой панели. Браузер — настраиваемый и позволяет пользователям косметически изменять способ просмотра определённых веб-сайтов.
Arc позволяет пользователю выбрать цвет, в котором он должен отображаться (статический цвет или цветовой градиент) во время установки. В беседе с журналом Input Карла Коул (англ. Karla Cole; одна из дизайнеров Arc) заявила, что это потому, что команда дизайнеров «хотела поиграть с ощущением, которое возникает при открытии фильма».
Arc написан на Swift и основан на кодовой базе Google Chromium, что означает поддержку расширений из Интернет-магазина Chrome.

## Особенности
На боковой панели Arc расположены все части браузера, включая панель поиска, список вкладок и закладки — за исключением окна просмотра. Боковая панель также содержит элементы управления воспроизведением звука, доступ к которым можно получить, не используя вкладку, воспроизводящую звук. Эта функция также работает с программным обеспечением для видеовызовов, например Google Meet. Панель поиска, присутствующая в Arc и называемая Command Bar, по функциональности и дизайну аналогична функции Apple Spotlight. Его можно использовать для обычного поиска веб-сайтов и URL-адресов, а также для закрепления вкладок, дублирования вкладок и доступа к истории браузера. Arc включает в себя дополнительный встроенный блокировщик рекламы (uBlock Origin), и The Browser Company утверждает, что не передаёт данные поиска пользователя.
Вкладки в Arc можно размещать в «пространствах» (англ. spaces), организованных вкладках с отдельными областями, которым можно задать разные темы и профили браузера. Вкладки в «пространствах» можно разместить в режиме разделённого экрана, до четырёх вкладок в каждом окне. Вкладки также можно закрепить, что поместит их в помеченную область на боковой панели. Незакреплённые вкладки исчезают через некоторое время (которое можно изменить или отключить в настройках), но их можно найти в разделе «Архивные вкладки» Arc (англ. archived tabs). Вкладки также можно переименовывать.
Arc включает в себя несколько встроенных приложений, в том числе функцию «мольберта» (англ. easel), которую можно использовать для сбора снимков экрана и URL-адресов веб-страниц. В мольберте имеются инструменты для набора текста и рисования. Мольберты можно оставить приватными, поделиться ими с другими людьми для совместной работы или разместить в Интернете. Ранее также существовала функция блокнота, доступ к которой можно получить из панели поиска. Помимо встроенных приложений, Arc также интегрируется с другими веб-приложениями, такими как Gmail и Google Календарь.
Arc позволяет пользователям настраивать внешний вид веб-сайтов с помощью функции «улучшений» (англ. boosts). Первоначально добавленные в июле 2022 года, «улучшения» действуют аналогично расширениям браузера, но позволяют пользователю полностью настраивать свои возможности с помощью CSS, HTML и JavaScript. В обновлении 2.0 для «улучшений» в 2023 году добавлен упрощённый интерфейс, который позволяет пользователю изменять цвета веб-сайта, менять шрифты и удалять разделы с помощью элемента управления «zap». Из соображений безопасности «улучшения» могут быть переданы для использования другими пользователями, если они не используют JavaScript. The Browser Company ведёт галерею улучшений, которые они выбирают для отображения. Engadget описал эту функцию как позволяющую пользователям «вандизировать» веб-сайты.
Функция Arc «Air Traffic Control» позволяет пользователям выбирать, в каком месте будет открыта конкретная ссылка. Пользователи могут создать так называемый «маршрут» (англ. route), который определяет, в каком месте ссылка будет открыта при открытии ссылки из внешнего источника. Доступ к функции «Air Traffic Control» и её изменение можно получить в настройках Arc → Links → Air Traffic Control.
В феврале 2024 года The Browser Company объявила о добавлении трёх функций на базе искусственного интеллекта. Первая функция «Мгновенные ссылки» (англ. Instant Links), запущенная в тот же день, позволяла пользователям мгновенно открывать несколько ссылок, выполняя поиск по поисковому запросу пользователя с помощью ИИ, вместо того, чтобы проходить через поисковую систему, чтобы попасть на страницы. Две другие анонсированные функции, «Live Folders» и «Arc Explore», изначально не были запущены: первая была выпущена в апреле 2024 года, а вторая не имеет указанной даты выпуска.
В объявлении также упоминалось Arc Search, новое приложение для iOS, выпущенное четырьмя днями ранее. Первоначально приложение позиционировалось как «швейцар для Интернета» (англ. doorman for the Web), автоматически открывающее окно поиска. В приложении была функция «Просмотр для меня» (англ. Browse for Me), которая использовала ИИ для чтения веб-страниц, связанных с запросом пользователя, и создания новой веб-страницы, содержащей цитаты, краткие пересказы и встроенные видео, касающиеся запроса.
Приложение также поставляется со встроенным блокировщиком рекламы, который содержит «постоянную блокировку рекламы, трекеров, всплывающих окон GDPR и баннеров». С тех пор в Arc Search были добавлены дополнительные функции, такие как как «Pinch to Summarize», где Arc Search может кратко пересказывать содержимое веб-страниц. В мае 2024 года в браузер была добавлена функция под названием «Call Arc», позволяющая пользователям вести разговор с искусственным интеллектом, имитируя телефонный разговор. Ассистент отвечает на запросы пользователя, используя результаты поиска в Интернете.

## Арчи
Арчи — неофициальный маскот The Browser Company. Улыбающийся персонаж присутствует в рекламных материалах Voice Search, Call Arc, Archie Bot и Arc Browser. Файлы изображений, содержащие слово «Archie», также можно найти в данных приложения Arc Browser.

## Платформы
Arc доступен для macOS в виде универсального двоичного файла и для Windows 11 (встроен на Swift, выпущен 30 апреля 2024). Урезанное сопутствующее приложение только с функцией боковой панели было выпущено для iOS 30 марта 2023 года. Arc Search, экспериментальный мобильный браузер Act II, заменил это приложение в качестве единственного мобильного приложения Arc на iOS в январе 2024 года. В апреле 2024 года Sidebar Sync для Arc Members была удалена из магазина приложений и полностью заменена Arc Search.
В феврале 2024 года в браузере Arc и других настольных браузерах стала доступна урезанная версия Arc Search, содержащая только функцию «Просмотр для меня» (англ. Browse For Me).
Arc для Windows недоступна на версиях Windows ниже Windows 11, на устройствах с процессорами ARM или на устройствах с процессорами старше Intel Haswell, AMD Athlon или AMD Ryzen. Поддержка ARM64 и Windows 10 находится в стадии разработки.
Приложение находится в бета-тестировании на Android и доступно в Google Play (с 5 октября 2024).

## Отзывы
Arc получил в целом положительные отзывы критиков. How-To Geek дал браузеру 7 баллов из 10, заявив, что «у Arc есть несколько отличных идей и уверенность в том, что они могут их реализовать [… но] кажется, что его нужно немного доработать, чтобы обеспечить плавный просмотр». Дэвид Пирс из The Verge согласился с этим и сказал, что «Arc не идеален, и к нему нужно привыкнуть, но он полон больших новых идей о том, как нам следует взаимодействовать с Интернетом — и в отношении большинства из них он прав». В статье, опубликованной Fast Company, Джаред Ньюман назвал Arc самой совершенной из «всех попыток переосмыслить веб-браузер». В одном из эпизодов подкаста Waveform Дэвид Имел сказал, что это «новый взгляд на браузер».
Крис Смит из Boy Genius Report раскритиковал браузер: «Arc заставляет вас создать учётную запись, прежде чем вы вообще сможете пользоваться браузером. Google и Microsoft очень хотят, чтобы вы использовали их браузеры, залогинившись, но они не будут принуждать вас регистрировать аккаунт, если вы не хотите этого делать».

## Прекращение поддержки
В октябре 2024 года Миллер объявил о том, что работы по запланированному редизайну Arc, ранее называвшемуся «Arc 2.0», были приостановлены, и что браузер сохранит свой текущий набор функций. Он отметил определённые функции (боковая панель Arc, рабочие пространства и закреплённые вкладки), которые пользователи браузера выразили желание сохранить в ходе проводившихся опросов.
Миллер сказал, что Arc «никуда не денется» и продолжит получать обновления стабильности и исправления ошибок, но объяснил, что компания чувствовала, что поворот к новому продукту, ориентированному на LLM и ИИ, был тем направлением, куда они должны были двигаться. По словам Миллера, новый продукт в настоящее время находится на стадии прототипирования.
В декабре 2024 года в видеоролике, посвящённом набору сотрудников, компания The Browser Company объявила о том, что их второй продукт, браузер под названием Dia, будет запущен в «начале 2025 года».
27 мая 2025 года Джош Миллер из The Browser Company назвал причины прекращения разработки Arc и сосредоточения внимания исключительно на Dia.

## Для дальнейшего чтения
- Шевцов, Евгений. Arc — революционный браузер нового поколения. Хабр (4 мая 2023). Дата обращения: 21 июня 2024.
- Parrott, Nate (24 января 2023). Arc browser for iPhone is bringing skeuomorphism back (kind of). Inverse (Interview) (англ.). Interviewed by Raymond Wong.
- Wawro, Alex. I might ditch Chrome for the new Arc browser — here's why (англ.). Tom's Guide (28 января 2023).